# 文化放送

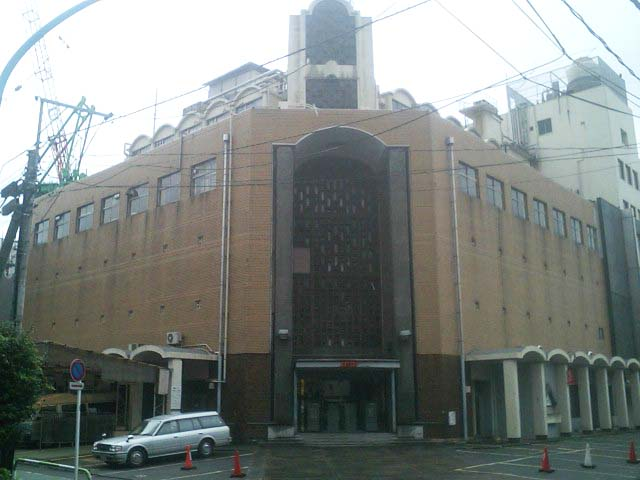
聖保祿無線電中心，為文化放送第一代總部與播音室所在地

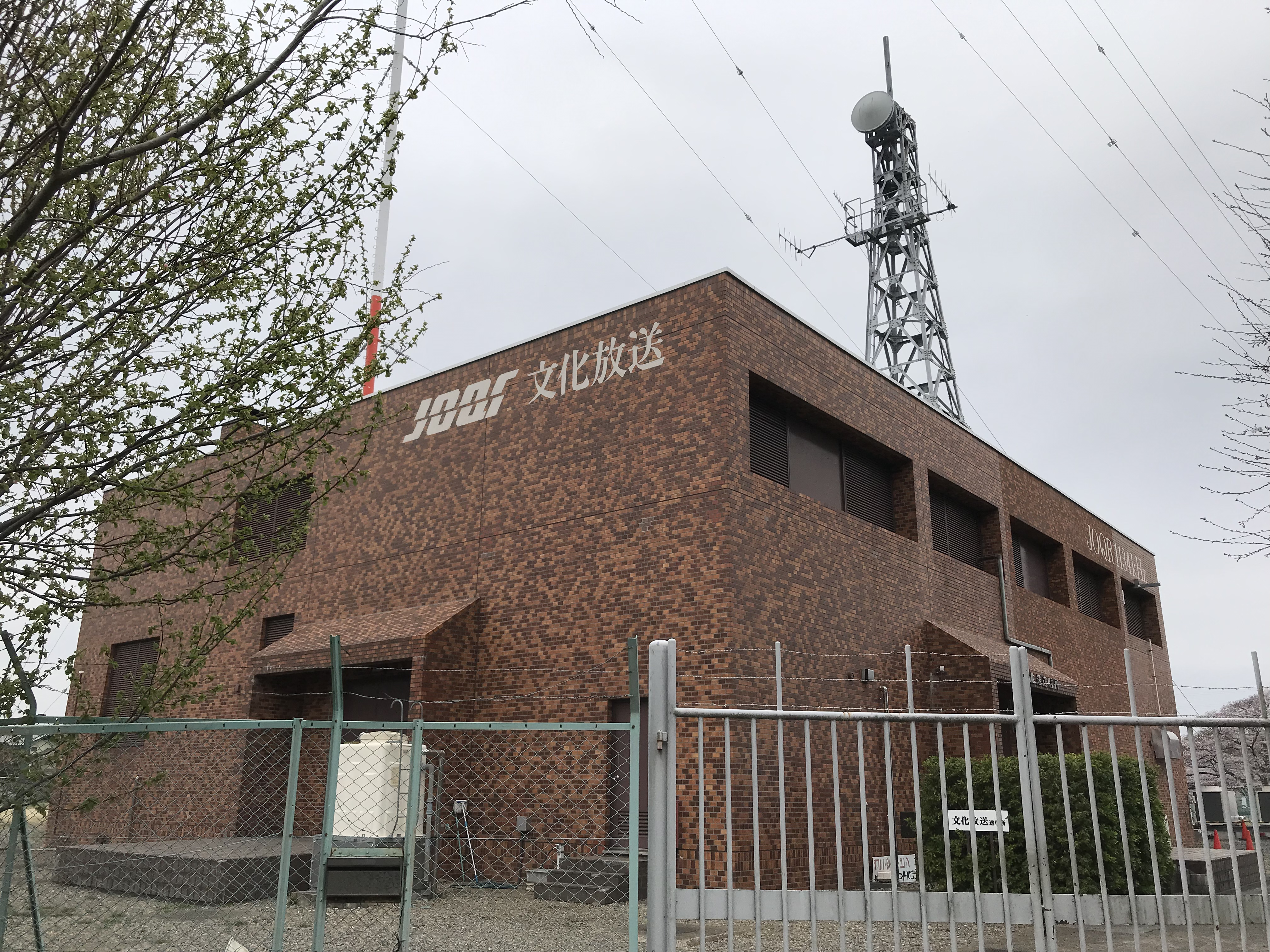
文化放送川口送信所

文化放送（日语：／ Bunka hōsō）是一家日本廣播電台，1952年3月31日開播，廣播範圍為關東廣域圈，為廣播聯播網NRN的兩家核心局之一。1954年以前簡稱NCB或QR，1954年統一簡稱QR，此名源自其呼號「JOQR」。頻率為AM 1134kHz、FM 91.6MHz（補充頻道）。總部原位於東京四谷，後遷至東京濱松町。
文化放送的經營單位原為天主教聖保祿會於1951年4月21日經電波監理委員會許可創立的「財團法人日本文化放送協會」，1956年公司化改組為「株式會社文化放送」。目前，聖保祿會仍為文化放送最大股東；文化放送則因持有富士媒體控股之股權，同時為富士產經集團成員，但不使用富士產經集團成員共通的「眼球標誌」。

## 歷史

### 開台之初
1948年12月，聖保祿會向遞信省電波局申請成立「財團法人聖保祿放送協會」（財團法人 セントポール放送協會），發起人包括外交官澤田節藏、最高裁判所長官田中耕太郎、政治家犬養健等著名天主教徒。1949年，聖保祿會開始在東京都新宿區若葉1丁目5番地興建「聖保祿無線電中心」（セントポール・ラジオ・センター），做為廣播電台總部兼修道院。1951年1月，聖保祿會向電波監理委員會申請成立廣播電台。1951年2月13日，聖保祿放送協會改名為「財團法人日本文化放送協會」（財団法人 日本文化放送協会），簡稱NCB。1951年4月21日，日本文化放送協會取得廣播電台籌備許可。1952年3月31日，日本文化放送協會開播。
1952年7月，日本文化放送協會申請成立電視台，被以電波頻率不足為由駁回。1956年2月13日，日本文化放送協會解散，聖保祿會與東京急行電鐵（現東急）、旺文社、大日本印刷、小學館、講談社、東映等企業聯合出資成立「株式會社文化放送」（株式会社 文化放送）。1956年2月14日，文化放送正式公司化、並繼承原日本文化放送協會的廣播電台執照。1956年6月22日，文化放送成立日本愛樂交響樂團（日本フィルハーモニー交響楽団）。1956年7月，文化放送申請成立電視台，被以電波頻率不足為由駁回。1957年11月18日，文化放送與日本放送領銜，加上東寶、松竹和大映等電影公司，共同成立富士電視台。1959年，文化放送與產業經濟新聞社展開新聞合作。1961年，文化放送發表台歌〈QR頌〉（QRソング），正式名稱為〈QR之歌〉（QRの歌），野坂昭如作詞、今泉隆雄作曲、The Peanuts原唱。1965年，文化放送與日本放送領銜成立NRN聯播網。1967年，文化放送、日本放送、富士電視台與產業經濟新聞社共同成立富士產經集團。1967年4月3日，文化放送開始24小時廣播。

### 1990年代後
1992年3月15日，文化放送AM立體聲廣播開播。1995年，文化放送原本偏重教育與知識型節目的編成方針改變，增加許多面向動漫愛好者的節目內容，並逐漸擴增為時段橫跨平日與週末的「A&G Zone」系列節目。2006年7月19日，文化放送總部遷往位於東京都港區濱松町的「文化放送Media Plus」。2006年7月24日，文化放送開始在文化放送Media Plus廣播各節目，同時開始拆除聖保祿無線電中心。2008年4月底，在聖保祿無線電中心原址興建的出租公寓「Lantenne四谷」（ランテンヌ四谷）落成，屋頂上設有文化放送的備援用訊號發射站，該發射站於同年5月19日啟用。2012年2月6日，文化放送AM立體聲廣播停播。2015年3月31日，文化放送隨著FM補充頻道的籌備，啟用現行的識別標誌。2015年12月7日，文化放送FM補充頻道開播。

## 外部鏈結
- 官方网站
- BBQR （页面存档备份，存于）
- 文化放送廣報的X（前Twitter）